# Tomidokoro Yu
Tomidokoro Yu (富所 悠, sinh ngày 21 tháng 4 năm 1990) là một cầu thủ bóng đá người Nhật Bản thi đấu cho FC Ryūkyū.

## Thống kê câu lạc bộ
Cập nhật đến ngày 23 tháng 2 năm 2018.
| Thành tích câu lạc bộ | Thành tích câu lạc bộ | Thành tích câu lạc bộ | Giải vô địch | Giải vô địch | Cúp                   | Cúp                   | Tổng cộng | Tổng cộng |
| Mùa giải              | Câu lạc bộ            | Giải vô địch          | Số trận      | Bàn thắng    | Số trận               | Bàn thắng             | Số trận   | Bàn thắng |
| Nhật Bản              | Nhật Bản              | Nhật Bản              | Giải vô địch | Giải vô địch | Cúp Hoàng đế Nhật Bản | Cúp Hoàng đế Nhật Bản | Tổng cộng | Tổng cộng |
| --------------------- | --------------------- | --------------------- | ------------ | ------------ | --------------------- | --------------------- | --------- | --------- |
| 2009                  | Tokyo Verdy           | J2 League             | 7            | 0            | 1                     | 0                     | 8         | 0         |
| 2010                  | Tokyo Verdy           | J2 League             | 0            | 0            | 0                     | 0                     | 0         | 0         |
| 2011                  | Nagano Parceiro       | JFL                   | 10           | 1            | -                     | -                     | 10        | 1         |
| 2012                  | FC Ryūkyū             | JFL                   | 28           | 2            | 1                     | 0                     | 29        | 2         |
| 2013                  | FC Ryūkyū             | JFL                   | 11           | 1            | 1                     | 0                     | 12        | 1         |
| 2014                  | FC Ryūkyū             | J3 League             | 32           | 1            | 2                     | 1                     | 34        | 2         |
| 2015                  | FC Ryūkyū             | J3 League             | 36           | 3            | 2                     | 0                     | 38        | 3         |
| 2016                  | FC Ryūkyū             | J3 League             | 27           | 3            | 2                     | 0                     | 29        | 3         |
| 2017                  | FC Ryūkyū             | J3 League             | 32           | 13           | 1                     | 0                     | 33        | 13        |
| Tổng                  | Tổng                  | Tổng                  | 183          | 24           | 10                    | 1                     | 193       | 25        |